# 细叶短柱茶
细叶短柱茶（学名：Camellia microphylla）为山茶科山茶属的植物。分布在中国大陆的安徽、浙江、湖南、贵州、江西等地，目前尚未由人工引种栽培。
其种加词microphylla，意为“小叶的”。